# Shimada
Shimada (島田市 Shimada-shi?) es una ciudad ubicada en la prefectura de Shizuoka, Japón. 
La ciudad, que cubre un área de 315,7 kilómetros cuadrados (121,9 mi²), tenía una población estimada en julio de 2019 de 96,061, dando una densidad de población de 300 personas por km 2.

## Demografía
Según los datos del censo japonés, la población de Shimada se ha mantenido estable en los últimos 50 años. 

### Clima
La ciudad tiene un clima caracterizado por veranos cálidos y húmedos, e inviernos relativamente suaves (clasificación climática de Köppen Cfa). La temperatura media anual en Shimada es de 15.7 °C. La precipitación media anual es de 2142  mm con septiembre como el mes más lluvioso. Las temperaturas son más altas en promedio en agosto, alrededor de 26.5 °C, y el más bajo en enero, alrededor de 5.2 °C.

## Relaciones internacionales
Shimada está hermanada con las siguientes ciudades. 
- Himi, Toyama, Japón, del 15 de abril de 1987
- Huzhou, Zhejiang, China,[5] desde mayo de 1987
- Brienz, Suiza,  del 10 de agosto de 1996
- Richmond, California, Estados Unidos,[6] desde diciembre de 1961.